# Linda Andersen
Linda Widwey Andersen (Tønsberg, 15 de junio de 1969) es una deportista noruega que compitió en vela en la clase Europe. Su hermana Ida compitió en el mismo deporte.
Participó en dos Juegos Olímpicos de Verano, en los años 1992 y 1996, obteniendo una medalla de oro en Barcelona 1992, en la clase Europe. Ganó una medalla de plata en el Campeonato Mundial de Europe de 1988.
Fue la abanderada de Noruega en la ceremonia de apertura de los Juegos Olímpicos de Atlanta 1996.

## Palmarés internacional
| \| Juegos Olímpicos \| Juegos Olímpicos \| Juegos Olímpicos \| Juegos Olímpicos \| \| Año \| Lugar \| Medalla \| Clase \| \| ------------------ \| -------------------- \| ---------------- \| ---------------- \| \| 1992 \| Barcelona (España) \| Medalla de oro \| Europe \| \| Campeonato Mundial \| \| \| \| \| Año \| Lugar \| Medalla \| Clase \| \| 1988 \| Nieuwpoort (Bélgica) \| Medalla de plata \| Europe \| |                      |                  |        |
| Juegos Olímpicos |                      |                  |        |
| Año | Lugar                | Medalla          | Clase  |
| 1992 | Barcelona (España)   | Medalla de oro   | Europe |
| Campeonato Mundial |                      |                  |        |
| Año | Lugar                | Medalla          | Clase  |
| 1988 | Nieuwpoort (Bélgica) | Medalla de plata | Europe |